# Nicolas Sébastien Frosté
Nicolas Sébastien Frosté est un peintre français né à Paris le 21 août 1790, mort à Odessa en 1856.

## Œuvres conservées dans les collections publiques
- Paris musée du Val de Grâce, Le duc d’Angoulême visite l’hôpital de Chiclana et distribue des récompenses aux soldats blessés, huile sur toile, 0,59 x 0,82.
- Troyes, musée des Beaux-arts, Le Sommeil, huile sur toile, 0,94 x 0,81 don de Joseph Audiffred.
- Troyes, musée des Beaux-arts, Odalisque fumant le narguilé, huile sur toile, 1,13 par 1,36,  don de Joseph Audiffred.

## Salons
- 1812, Portrait du fils de S. E. le général comte Vandamme
- 1817, Veillée funèbre près d'Atala
- 1819, Le Bon Samaritain, Orléans, (musée des Beaux-arts)
- 1822, La mort de saint Etienne, Toulouse, (cathédrale Saint-Étienne)La Mort de Saint-Étienne, Toulouse cathédrale Saint-Étienne
- 1824,

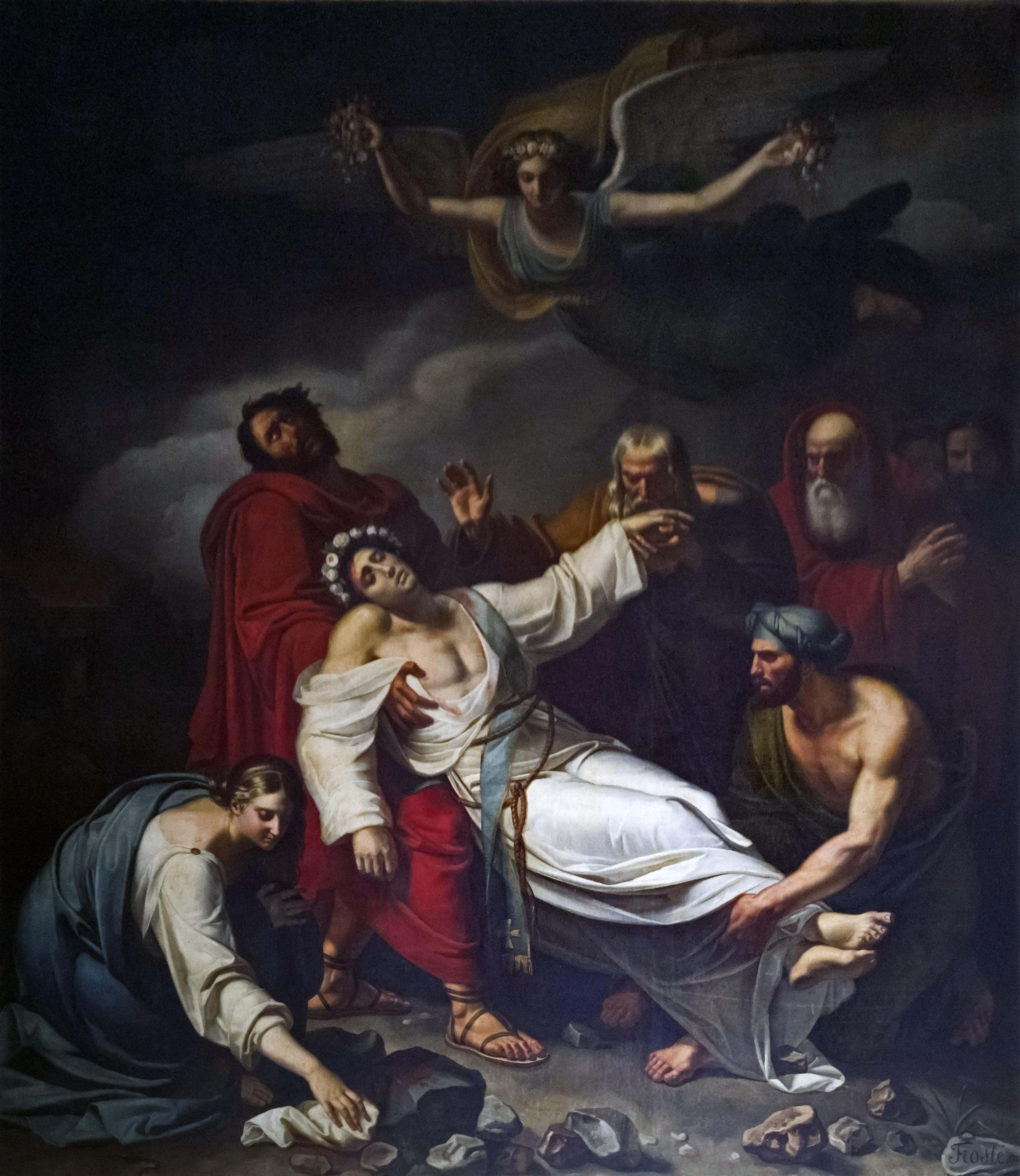
La Mort de Saint-Étienne, Toulouse cathédrale Saint-Étienne

  - Jésus-Christ guérit un possédé, Paris,  (église Notre-Dame-des-Blancs-Manteaux)
  - Saint Charles Borromée, Versailles,  (Cathédrale Saint-Louis)
  - S. A. R. Mgr le duc d'Angoulême visitant l'hôpital militaire de Chiclana,  Paris, (musée du Service de santé des Armées, Val-de-Grâce, dépôt du Louvre[1])
- 1827,
  - Psyché abandonnée
  - Scène d'inquisition
- 1831, 
  - Portrait en pied de Mme la comtesse de S. avec son enfant
  - G. de P.
  - Vue de la Piazetta à Venise

## Fortune critique
Au Salon de 1822, le tableau La mort de saint Etienne, fut remarqué par Adolphe Thiers, qui fit paraître une collection des articles insérés dans au Constitutionnel dans un recueil intitulé Salon de mil huit cent vingt-deux, Paris, Maradan, 1822 : « On voit une belle figure de saint Étienne par Frosté ; c'est la femme agenouillée sur le premier plan ». p. 52.

## Iconographie
Un portrait représentant l'artiste fut dessiné en 1832 par Nikolai Bjakowski. Il est conservé à la bibliothèque du Land et de l'université de Dresde, Dresde, voir site externe.